# پاپنتایش
پاپنتایش (به آلمانی: Samtgemeinde Papenteich) یک منطقهٔ مسکونی در آلمان است که در گیفهورن واقع شده‌است. پاپنتایش ۲۳٬۴۱۳ نفر جمعیت دارد.